# Бирюлинцев, Анатолий Павлович
Анатолий Павлович Бирюлинцев (21 августа 1936, Новосибирск — 8 июня 2003) — советский хоккеист, защитник.

## Биография
Родился 13 июня 1936 года в Оренбурге . С 1951 года занимался хоккеем в составе новосибирских «Крыльев Советов» и «Динамо». За динамовцев играл в высшей лиге с 1955 до 1962 года, за это время забросил более 60 шайб. В 1962 году в связи с упразднением клуба "Динамо" Новосибирск был переведён в состав одноклубников из Москвы. Отыграв один сезон, после тяжелой травмы, вернулся в Новосибирск и был принят в состав «Сибири» играющим тренером, где играл до 1966 года. Второй призёр чемпионата СССР 1963 года. Всего в высшей лиге провёл свыше 280 матчей и забил 68 шайб. Выступал за вторую сборную СССР.